# Tratado de la Barrera
Los Tratados de la Barrera (en neerlandés: Barrièretraktaat/Barrièreverdrag; en francés: traités de la Barrière) fueron una serie de acuerdos firmados y ratificados entre 1709 y 1715 que crearon una zona neutral entre las Provincias Unidas de los Países Bajos y Francia al permitir a los neerlandeses ocupar una serie de fortalezas en los Países Bajos Habsburgo, gobernados por los españoles o los austriacos. Por tanto, la República neerlandesa recibió un cinturón avanzado de fuertes contra Francia (una «barrera» adicional). Austria canceló los tratados en 1781.

## Antecedentes

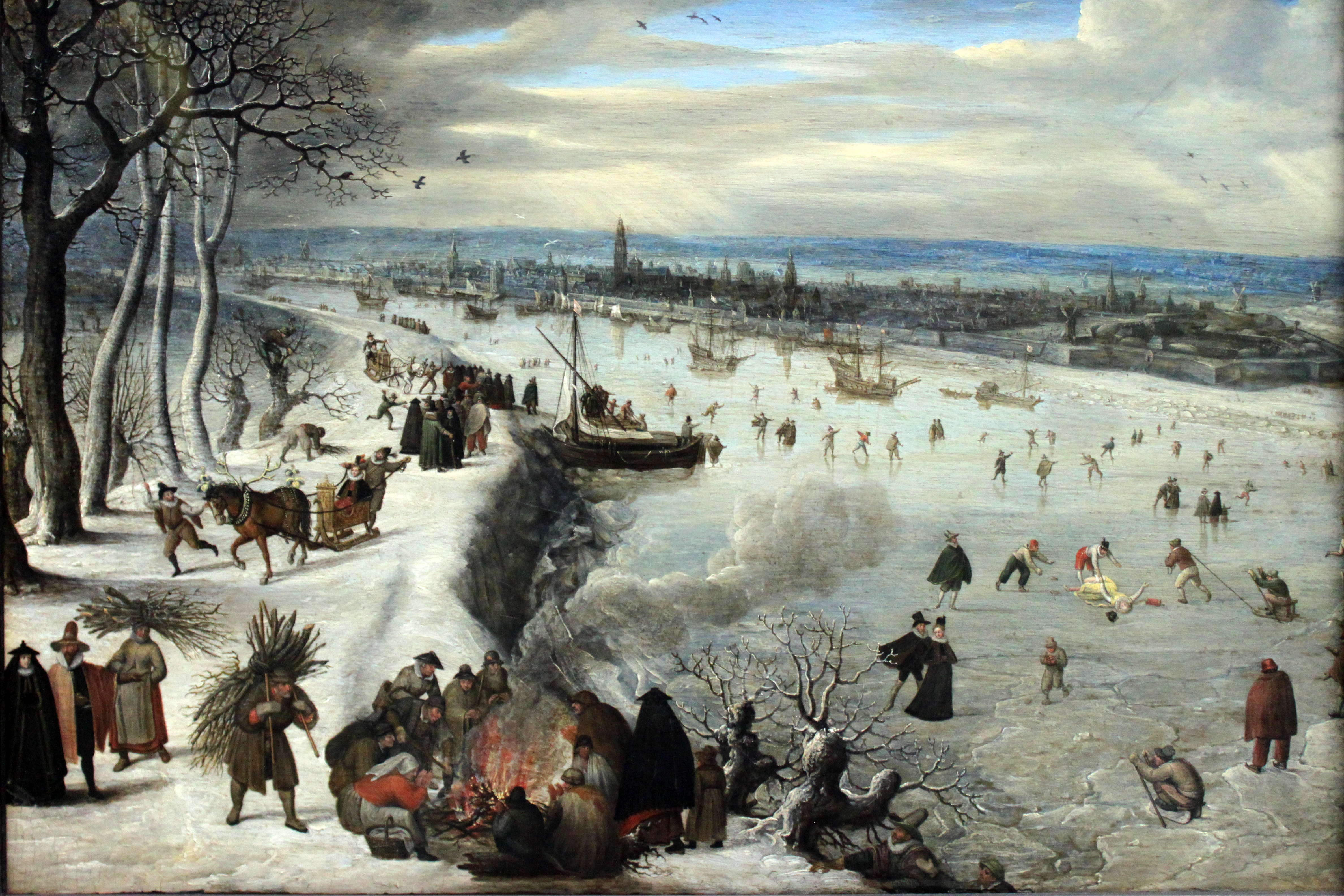
Amberes y el Escalda helado (1590); el control de esta ruta comercial vital formó parte de las discusiones sobre los Tratados de la Barrera.

Una serie de guerras con Francia entre 1672 y 1697 demostraron la vulnerabilidad de las Provincias Unidas de los Países Bajos a una invasión a través de los Países Bajos Españoles, lo que llevó a un debate sobre cómo diseñar fortificaciones efectivas en el llano terreno de los Países Bajos y su ubicación. Esto dio lugar al concepto de defensa avanzada o las llamadas «Fortalezas de Barrera» en los Países Bajos Españoles para que brindaran profundidad estratégica.
Se aceptaba que ninguna plaza fortificada podría resistir de manera indefinida. Las Provincias estuvieron a punto de ser invadidas en 1673 gracias a la velocidad con la que los franceses capturaron importantes fortalezas como la de Maastricht, la que sólo se salvó gracias a inundaciones. El objetivo de la Barrera era el de frenar un ejército atacante para permitir a los neerlandeses reforzar sus defensas sin el gasto asociado con un gran ejército permanente.
Tras el Tratado de Rijswijk de 1697, el gobernador de los Países Bajos Españoles, Maximiliano de Baviera, permitió a los neerlandeses guarnecer ocho ciudades; Ath,   Charleroi, Cortrique, Luxemburgo, Namur,   Mons, Nieuwpoort y Oudenaarde. Sin embargo, en febrero de 1701, los franceses las ocuparon rápidamente. El restablecimiento de la Barrera se convirtió en el principal objetivo neerlandés durante la guerra de sucesión española, especificado en el Artículo 5 del Tratado de La Haya (1701), que reformó la Gran Alianza. La Barrera tenía asimismo un elemento económico, en tanto el Tratado de Münster de 1648 había dado a los neerlandeses el monopolio sobre el Escalda y esto convirtió su extensión en un tema de debate, particularmente con Gran Bretaña. El estuario del Escalda constituía un punto clave de transporte para las importaciones y exportaciones europeas. Su control era un valioso activo comercial y permitía a los comerciantes de Ámsterdam socavar severamente el comercio de su rival comercial, Amberes.

## Primer tratado (1709)
El primer tratado se firmó entre Gran Bretaña y los Estados Generales el 29 de octubre de 1709, y fue impulsado principalmente por la necesidad de mantener a los neerlandeses en la guerra de sucesión española. A cambio del apoyo neerlandés a la sucesión protestante y el compromiso de continuar la guerra, Gran Bretaña accedía a la Barrera, lo que en términos efectivos daba a los neerlandeses el control permanente sobre los Países Bajos Españoles. Incluía Nieuwpoort, Ypres, Menen, Lille, Tournai, Valenciennes, Maubeuge, Charleroi y Namur. Los intereses comerciales británicos consideraron demasiado generosos tales términos, pues incluían puertos en el norte de Flandes, tales como Dendermonde y Gante, que controlaban el comercio a lo largo del río Escalda, en vez de bloquear posibles rutas de invasión.

## Segundo tratado (1713)

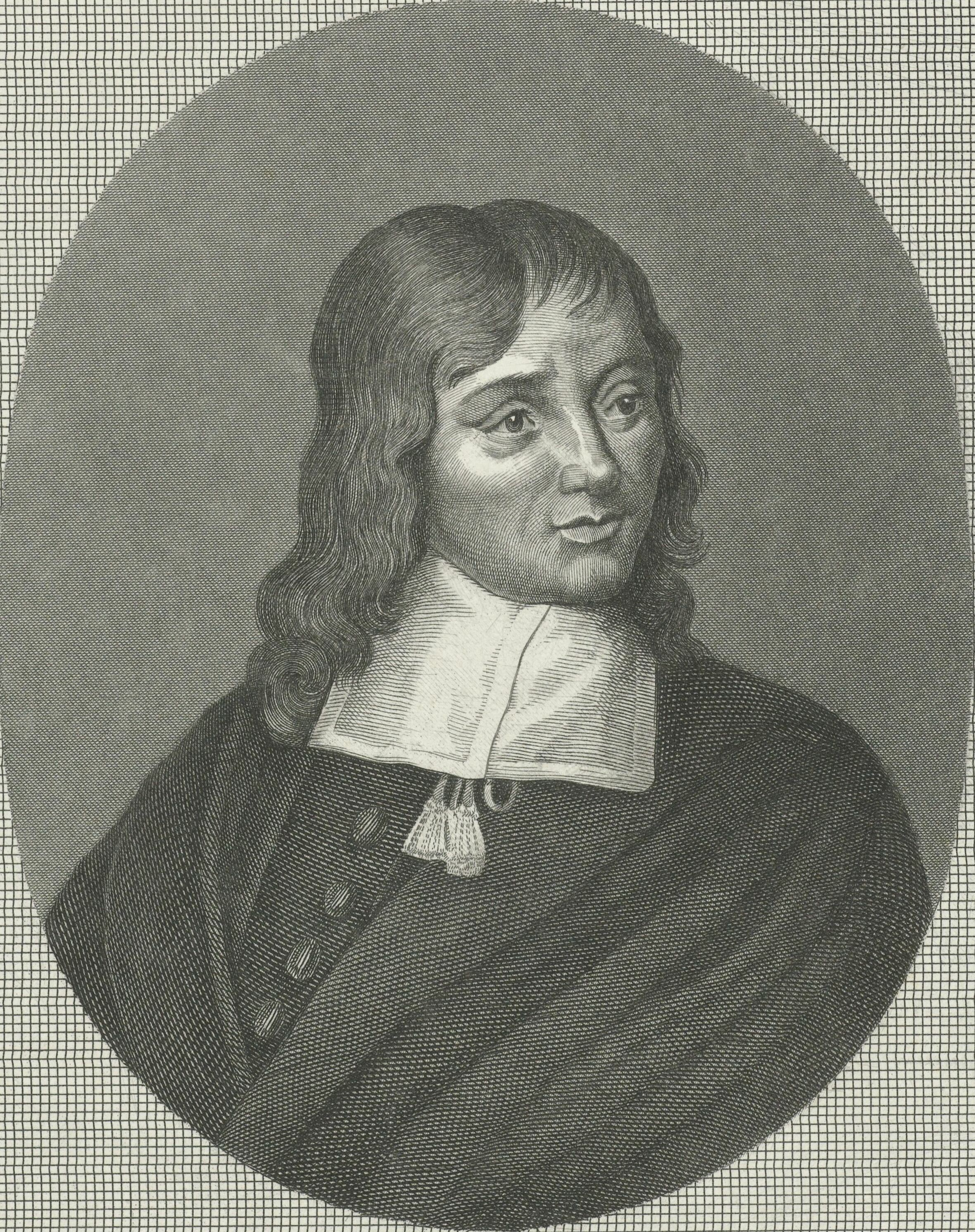
Anthonie Heinsius, gran pensionario de Holanda, uno de los mayores defensores neerlandeses de la Barrera.

Las elecciones generales británicas de 1710 reemplazaron al gobierno en manos de los whig por una administración bajo control del partido tory, que debía gran parte de su apoyo al poderoso gremio de comerciantes City of London Corporation. Se exigió una mayor protección al acceso comercial británico, así como la eliminación de Ostende y Dendermonde de la lista. Se firmó una versión revisada del tratado el 29 de enero de 1713, que redujo el número de fortalezas de barrera a 15. Gran Bretaña aceptaba garantizar el cumplimiento por parte del futuro gobernante de los Países Bajos Españoles.

## Tercer tratado (1715)
El tercer y definitivo tratado confirmó los términos contenidos en el Tratado de Rastatt de 1714 entre Austria y Francia, estableciendo una fuerza militar austroneerlandesa permanente de 30 000 a 35 000 hombres estacionados en los Países Bajos Austríacos. Los neerlandeses se comprometían a pagar el 40% de los costes y Austria el 60% restante y una suma global adicional para mantener la Barrera y sus guarniciones, que se redujeron a siete, con una guarnición mixta en Dendermond. Asimismo, el tratado renovó el Tratado de Münster de 1648 sobre el río Escalda, pero prometía un «trato igualitario» para los comercios neerlandés y británico. El tratado se firmó el 15 de noviembre de 1715 y se agregaron detalles mediante dos acuerdos austroneerlandeses del 30 y 31 de enero de 1716.

## Consecuencias

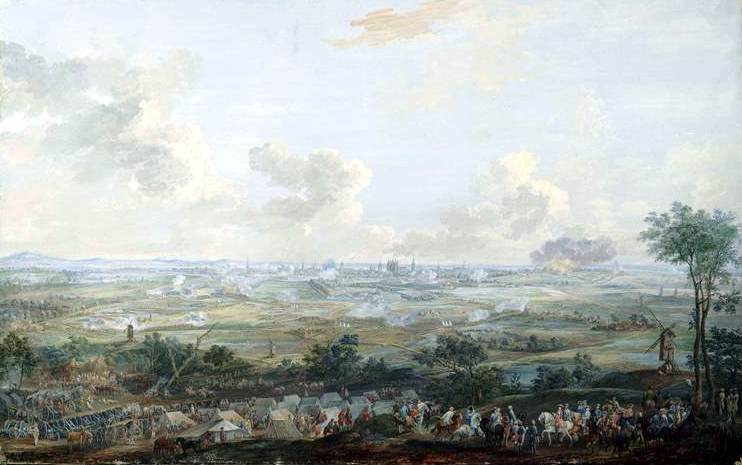
El asedio de Tournai por el ejército francés en 1745

Las Provincias Unidas de los Países Bajos terminaron la guerra en 1713 prácticamente en bancarrota, pero el objetivo neerlandés se había logrado. Se esperaba que la Barrera proporcionara una base para la paz en Europa perpetuando el equilibrio de poder y que forjara un fundamento para la alianza entre Austria, Gran Bretaña y las Provincias neerlandesas. Su papel central permitió a las Provincias participar en la política de poder europea después de 1713. Si bien los contemporáneos la juzgaron favorablemente, historiadores han argumentado posteriormente que la protección que ofrecía la Barrera resultó de hecho ilusoria. Los austriacos se mostraron reacios a pagar por fortalezas que no controlaban, y las fortalezas mismas fueron conquistadas por Francia durante la guerra de sucesión austríaca. No obstante, no todos los historiadores modernos consideran que la barrera haya sido ineficaz. Wijn y Van Nimwegen, por ejemplo, han señalado que a los franceses les tomó tres años de campaña conquistar todas las fortalezas de la Barrera durante la guerra de sucesión austríaca y que el propósito de la barrera era dar a los neerlandeses tiempo suficiente para movilizarse y fortificar sus propias fronteras. Según ellos, nadie en las Provincias tenía la ilusión de que la Barrera por sí sola detendría a los ejércitos franceses.
Con todo, los fuertes en sí mismos constituyeron apenas una parte del sistema de defensa neerlandés; los tratados políticos y diplomáticos fueron más importantes, especialmente porque Gran Bretaña no podía permitir que una potencia hostil controlara puertos del norte de Flandes tales como el de Ostende. El acuerdo de Gran Bretaña de actuar como garante del tratado y de ofrecer a los neerlandeses apoyo militar contra cualquier agresor resultó en últimas mucho más eficaz que la Barrera misma.
Una vez que Austria se alió con Francia en 1756, la amenaza francesa a los Países Bajos austríacos se desvaneció y la Barrera se volvió irrelevante. El tratado fue declarado nulo por el emperador José II en 1781. Durante las Guerras revolucionarias francesas, tropas francesas invadieron las Provincias Unidas y establecieron la República Bátava. Los Países Bajos permanecieron directa o indirectamente bajo control francés durante casi dos décadas.
Tras la derrota de Napoleón I en 1815, los Países Bajos se unieron a los antiguos Países Bajos austríacos y al Principado-Obispado de Lieja para formar el Reino Unido de los Países Bajos. Una barrera más fuerte y compleja fue construida a lo largo de la nueva frontera entre los Países Bajos y Francia, supervisada por el duque de Wellington, programa que estuvo en gran parte terminado para 1820. Sin embargo, las fortalezas pasaron a formar parte de Bélgica tras su independencia en 1830.